# Чемпіонат Європи з важкої атлетики 2004

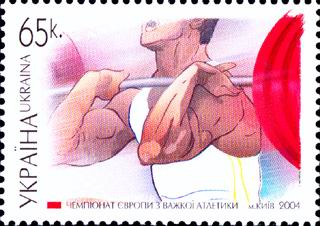
«Чемпіонат Європи з важкої атлетики 2004», поштова марка України (2004)

Чемпіонат Європи з важкої атлетики 2004 року пройшов в столиці України Києві з 20 квітня по 25 квітня. У неофіційному командному заліку перемогу здобули спортсмени збірної Туреччини, які завоювали 6 золотих, 3 срібні та 2 бронзові медалі.